# Šiljkica
Šiljkica  ( lat. Rhynchospora), veliki kozmopolitski biljni rod iz porodice šiljovki
Sastoji se od 381 vrste trajnica prisutnijh na svim kontinentima, uglavnom Novi svijet, posebno Venezuela (130), rjeđe Stari svijet; u Hrvatskoj dvije vrste, to su bijela ( Rhynchospora alba) i smeđa šiljkica (Rhynchospora fusca). 
Postoje brojni sinonimi za ovaj rod.

## Vrste
1. Rhynchospora aberrans C.B.Clarke
2. Rhynchospora acanthoma A.C.Araújo & Longhi-Wagner
3. Rhynchospora affinis W.Fitzg.
4. Rhynchospora agostiniana T.Koyama
5. Rhynchospora alba (L.) Vahl
6. Rhynchospora albescens (Miq.) Kük.
7. Rhynchospora albiceps Kunth
8. Rhynchospora albida (Nees) Boeckeler
9. Rhynchospora albobracteata A.C.Araújo
10. Rhynchospora albomarginata Kük.
11. Rhynchospora albotuberculata Kük.
12. Rhynchospora almensis D.A.Simpson
13. Rhynchospora amazonica Poepp. ex Kunth
14. Rhynchospora andresii Gómez-Laur.
15. Rhynchospora angolensis Turrill
16. Rhynchospora angosturensis W.W.Thomas
17. Rhynchospora angusta (Gale) Sorrie, LeBlond & Weakley
18. Rhynchospora angustifolia Palla
19. Rhynchospora angustipaniculata M.T.Strong
20. Rhynchospora arenicola Uittien
21. Rhynchospora argentea Standl.
22. Rhynchospora aripoensis Britton
23. Rhynchospora aristata Boeckeler
24. Rhynchospora armerioides J.Presl & C.Presl
25. Rhynchospora asperula (Nees) Steud.
26. Rhynchospora atlantica W.W.Thomas
27. Rhynchospora austrobahiensis W.W.Thomas
28. Rhynchospora ayangannensis M.T.Strong
29. Rhynchospora bakhuisensis M.T.Strong
30. Rhynchospora baldwinii A.Gray
31. Rhynchospora barbata (Vahl) Kunth
32. Rhynchospora barrosiana Guagl.
33. Rhynchospora belizensis Naczi & Silva Filho
34. Rhynchospora berteroi (Spreng.) C.B.Clarke
35. Rhynchospora biflora Boeckeler
36. Rhynchospora blepharophora (J.Presl & C.Presl) H.Pfeiff.
37. Rhynchospora boeckeleriana Silva Filho & Boldrini
38. Rhynchospora boivinii Boeckeler
39. Rhynchospora bolivarana Steyerm.
40. Rhynchospora boliviensis C.B.Clarke
41. Rhynchospora boninensis Nakai ex Tuyama
42. Rhynchospora brachychaeta C.Wright
43. Rhynchospora bracteovillosa A.C.Araújo & W.W.Thomas
44. Rhynchospora bradei (R.Gross) W.W.Thomas
45. Rhynchospora brasiliensis Boeckeler
46. Rhynchospora brevifoliata (Kük.) Greuter & R.Rankin
47. Rhynchospora brevirostris Griseb.
48. Rhynchospora breviuscula H.Pfeiff.
49. Rhynchospora brittonii Gale
50. Rhynchospora brownii Roem. & Schult.
51. Rhynchospora brunnea Boeckeler
52. Rhynchospora bucherorum León
53. Rhynchospora cabecarae Gómez-Laur.
54. Rhynchospora cacuminicola Gale
55. Rhynchospora caduca Elliott
56. Rhynchospora caduciglumis P.Weber & R.Trevis.
57. Rhynchospora caesionux T.Koyama
58. Rhynchospora cajennensis Boeckeler
59. Rhynchospora calderana D.A.Simpson
60. Rhynchospora californica Gale
61. Rhynchospora candida (Nees) Boeckeler
62. Rhynchospora capillacea Torr.
63. Rhynchospora capillifolia Boeckeler
64. Rhynchospora capitata (Kunth) Roem. & Schult.
65. Rhynchospora capitellata (Michx.) Vahl
66. Rhynchospora caracasana (Kunth) Boeckeler
67. Rhynchospora careyana Fernald
68. Rhynchospora cariciformis Nees
69. Rhynchospora carrillensis Gómez-Laur.
70. Rhynchospora castanea T.Koyama
71. Rhynchospora catharinensis Barros
72. Rhynchospora caucasica Palla
73. Rhynchospora cephalantha A.Gray
74. Rhynchospora cephalotes (L.) Vahl
75. Rhynchospora cephalotoides Griseb.
76. Rhynchospora cernua Griseb.
77. Rhynchospora chalarocephala Fernald & Gale
78. Rhynchospora chapadensis Silva Filho, W.W.Thomas & Boldrini
79. Rhynchospora chapmanii M.A.Curtis
80. Rhynchospora chimantensis W.W.Thomas
81. Rhynchospora chinensis Nees & Meyen
82. Rhynchospora ciliaris (Michx.) C.Mohr
83. Rhynchospora ciliolata Boeckeler
84. Rhynchospora colorata (L.) H.Pfeiff.
85. Rhynchospora comata (Link) Schult.
86. Rhynchospora compressa J.Carey ex Chapm.
87. Rhynchospora conferta (Nees) Boeckeler
88. Rhynchospora confinis (Nees) C.B.Clarke
89. Rhynchospora confusa Ballard
90. Rhynchospora consanguinea (Kunth) Boeckeler
91. Rhynchospora contracta (Nees) J.Raynal
92. Rhynchospora contraligularis W.W.Thomas
93. Rhynchospora cordatachenia M.T.Strong
94. Rhynchospora coriifolia Boeckeler
95. Rhynchospora corniculata (Lam.) A.Gray
96. Rhynchospora corymbosa (L.) Britton
97. Rhynchospora crinigera Boeckeler
98. Rhynchospora crinipes Gale
99. Rhynchospora crispa Gale
100. Rhynchospora croydonensis R.Booth
101. Rhynchospora cubensis A.Rich.
102. Rhynchospora curtissii Britton
103. Rhynchospora curvula Griseb.
104. Rhynchospora davidsei W.W.Thomas
105. Rhynchospora debilis Gale
106. Rhynchospora decurrens Chapm.
107. Rhynchospora dentinux C.B.Clarke
108. Rhynchospora depauperata Palla
109. Rhynchospora depressa (Kük.) Gale
110. Rhynchospora depressirostris M.T.Strong
111. Rhynchospora diodon (Nees) Griseb.
112. Rhynchospora dissitiflora Steud. ex Boeckeler
113. Rhynchospora dissitispicula T.Koyama
114. Rhynchospora distichophylla Boeckeler
115. Rhynchospora divaricata (Ham.) M.T.Strong
116. Rhynchospora divergens Chapm. ex M.A.Curtis
117. Rhynchospora dives Standl.
118. Rhynchospora domingensis Urb.
119. Rhynchospora donselaarii M.T.Strong
120. Rhynchospora duckei Gross
121. Rhynchospora duidae Steyerm.
122. Rhynchospora durangensis Kral & W.W.Thomas
123. Rhynchospora ebracteata (Standl.) H.Pfeiff.
124. Rhynchospora eburnea Kral & W.W.Thomas
125. Rhynchospora edwalliana Boeckeler
126. Rhynchospora elatior Kunth
127. Rhynchospora elegantula Maury
128. Rhynchospora elliottii A.Dietr.
129. Rhynchospora emaciata (Nees) Boeckeler
130. Rhynchospora enmanuelis Luceño & Rocha
131. Rhynchospora eurycarpa A.C.Araújo & Longhi-Wagner
132. Rhynchospora exaltata Kunth
133. Rhynchospora exilis Boeckeler
134. Rhynchospora eximia (Nees) Boeckeler
135. Rhynchospora exserta C.B.Clarke
136. Rhynchospora fabrei C.B.Clarke
137. Rhynchospora fallax Uittien
138. Rhynchospora fascicularis (Michx.) Vahl
139. Rhynchospora fauriei Franch.
140. Rhynchospora fernaldii Gale
141. Rhynchospora filifolia A.Gray
142. Rhynchospora filiformis Vahl
143. Rhynchospora floridensis (Britton ex Small) H.Pfeiff.
144. Rhynchospora fluminensis L.B.Sm.
145. Rhynchospora foliosa (Kunth) L.B.Sm.
146. Rhynchospora fujiiana Makino
147. Rhynchospora fusca (L.) W.T.Aiton
148. Rhynchospora gageri Britton
149. Rhynchospora galeana Naczi, W.M.Knapp & G.Moor
150. Rhynchospora gaudichaudii (Brongn.) L.B.Sm.
151. Rhynchospora gigantea Link
152. Rhynchospora glaziovii Boeckeler
153. Rhynchospora globosa (Kunth) Roem. & Schult.
154. Rhynchospora globularis (Chapm.) Small
155. Rhynchospora glomerata (L.) Vahl
156. Rhynchospora gollmeri Boeckeler
157. Rhynchospora gracilenta A.Gray
158. Rhynchospora gracillima Thwaites
159. Rhynchospora grayi Kunth
160. Rhynchospora guaramacalensis M.T.Strong
161. Rhynchospora harleyi Silva Filho, W.W.Thomas & Boldrini
162. Rhynchospora harperi Small
163. Rhynchospora harveyi W.Boott
164. Rhynchospora hassleri C.B.Clarke
165. Rhynchospora hatschbachii T.Koyama
166. Rhynchospora heterochaeta S.T.Blake
167. Rhynchospora hieronymi Boeckeler
168. Rhynchospora hildebrandtii Boeckeler
169. Rhynchospora hirsuta (Vahl) Vahl
170. Rhynchospora hirta (Nees) Boeckeler
171. Rhynchospora hirticeps (Kük.) T.Koyama
172. Rhynchospora hispidula Griseb.
173. Rhynchospora holoschoenoides (Rich.) Herter
174. Rhynchospora hookeri Boeckeler
175. Rhynchospora iberae Guagl.
176. Rhynchospora ierensis C.D.Adams
177. Rhynchospora imeriensis (Kük.) W.W.Thomas
178. Rhynchospora immensa Kük.
179. Rhynchospora inexpansa (Michx.) Vahl
180. Rhynchospora intermedia (Chapm.) Britton
181. Rhynchospora intermixta C.Wright
182. Rhynchospora inundata (Oakes) Fernald
183. Rhynchospora jaliscensis McVaugh
184. Rhynchospora jamaicensis Britton
185. Rhynchospora joveroensis Britton
186. Rhynchospora jubata Liebm.
187. Rhynchospora junciformis (Kunth) Boeckeler
188. Rhynchospora killipii Gross
189. Rhynchospora knieskernii J.Carey
190. Rhynchospora kunthii Nees ex Kunth
191. Rhynchospora lapensis C.B.Clarke
192. Rhynchospora latibracteata Guagl.
193. Rhynchospora latifolia (Baldwin ex Elliott) W.W.Thomas
194. Rhynchospora leae C.B.Clarke
195. Rhynchospora legrandii Kük. ex Barros
196. Rhynchospora leptocarpa (Chapm. ex Britton) Small
197. Rhynchospora leptorhyncha C.Wright
198. Rhynchospora leucoloma A.C.Araújo & Longhi-Wagner
199. Rhynchospora leucostachys Boeckeler
200. Rhynchospora lindeniana Griseb.
201. Rhynchospora lindmanii H.Pfeiff.
202. Rhynchospora locuples C.B.Clarke
203. Rhynchospora loefgrenii Boeckeler
204. Rhynchospora longa (Lindm.) H.Pfeiff.
205. Rhynchospora longibracteata Boeckeler
206. Rhynchospora longiflora C.Presl
207. Rhynchospora longisetis R.Br.
208. Rhynchospora luetzelburgiana Kük.
209. Rhynchospora macra (C.B.Clarke ex Britton) Small
210. Rhynchospora macrantha (Kunth) W.W.Thomas
211. Rhynchospora macrochaeta Steud. ex Boeckeler
212. Rhynchospora macrostachya Torr. ex A.Gray
213. Rhynchospora maguireana T.Koyama
214. Rhynchospora malasica C.B.Clarke
215. Rhynchospora mandonii C.B.Clarke
216. Rhynchospora marcelo-guerrae Luceño & M.Alves
217. Rhynchospora marisculus Lindl. & Nees
218. Rhynchospora marliniana Naczi, W.M.Knapp & W.W.Thomas
219. Rhynchospora marquisensis F.Br.
220. Rhynchospora mayarensis León
221. Rhynchospora megalocarpa A.Gray
222. Rhynchospora megaplumosa E.L.Bridges & Orzell
223. Rhynchospora megapotamica (A.Spreng.) H.Pfeiff.
224. Rhynchospora melanocarpa A.C.Araújo & W.W.Thomas
225. Rhynchospora mendoncana Boeckeler
226. Rhynchospora metralis C.B.Clarke
227. Rhynchospora mexicana (Liebm.) Steud.
228. Rhynchospora microcarpa Baldwin ex A.Gray
229. Rhynchospora microcephala (Britton) Britton
230. Rhynchospora miliacea (Lam.) A.Gray
231. Rhynchospora mixta Britton
232. Rhynchospora modesti-lucennoi Castrov.
233. Rhynchospora mollis (Wall.) Schult.
234. Rhynchospora montana (Uittien) H.Pfeiff.
235. Rhynchospora nanuzae Rocha & Luceño
236. Rhynchospora nardifolia (Kunth) Boeckeler
237. Rhynchospora neesii Steud.
238. Rhynchospora nervosa (Vahl) Boeckeler
239. Rhynchospora nipensis Britton
240. Rhynchospora nitens (Vahl) A.Gray
241. Rhynchospora nivea Boeckeler
242. Rhynchospora nuda Gale
243. Rhynchospora odorata C.Wright ex Griseb.
244. Rhynchospora oligantha A.Gray
245. Rhynchospora orbignyana (Brongn.) L.B.Sm.
246. Rhynchospora oreoboloidea Gómez-Laur.
247. Rhynchospora organensis C.B.Clarke
248. Rhynchospora pallida M.A.Curtis
249. Rhynchospora panduranganii Viji, Shaju & Geetha Kum.
250. Rhynchospora panicifolia Maury
251. Rhynchospora papillosa W.W.Thomas
252. Rhynchospora paraensis Schrad. ex Kunth
253. Rhynchospora paramora Steyerm.
254. Rhynchospora paranaensis A.C.Araújo & W.W.Thomas
255. Rhynchospora patuligluma C.B.Clarke ex Lindm.
256. Rhynchospora pearcei (C.B.Clarke) W.W.Thomas
257. Rhynchospora pedersenii Guagl.
258. Rhynchospora perplexa Britton
259. Rhynchospora perrieri Cherm.
260. Rhynchospora peruviana (C.B.Clarke) W.W.Thomas
261. Rhynchospora pilosa Boeckeler
262. Rhynchospora pilulifera Bertol.
263. Rhynchospora pirrensis W.W.Thomas
264. Rhynchospora planifolia (T.Koyama) W.W.Thomas
265. Rhynchospora pleiantha (Kük.) Gale
266. Rhynchospora plumosa Elliott
267. Rhynchospora pluricarpa Pilg.
268. Rhynchospora plusquamrobusta Luceño & M.Martins
269. Rhynchospora polyantha Steud.
270. Rhynchospora polyphylla (Vahl) Vahl
271. Rhynchospora polystachys (Turrill) H.Pfeiff.
272. Rhynchospora praecincta Maury ex Micheli
273. Rhynchospora prenteloupiana Boeckeler
274. Rhynchospora pruinosa Griseb.
275. Rhynchospora pseudomacrostachya Gerry Moore, Guagl. & Zartman
276. Rhynchospora pterochaeta F.Muell.
277. Rhynchospora pubera (Vahl) Boeckeler
278. Rhynchospora pubisquama M.T.Strong
279. Rhynchospora punctata Elliott
280. Rhynchospora pura (Nees) Griseb.
281. Rhynchospora racemosa C.Wright
282. Rhynchospora radicans (Schltdl. & Cham.) H.Pfeiff.
283. Rhynchospora rariflora (Michx.) Elliott
284. Rhynchospora recognita (Gale) Kral
285. Rhynchospora recurvata (Nees) Steud.
286. Rhynchospora reitzii Silva Filho, W.W.Thomas & Boldrini
287. Rhynchospora reptans (Rich.) Kük.
288. Rhynchospora rheophytica W.W.Thomas & Silva Filho
289. Rhynchospora ridleyi C.B.Clarke
290. Rhynchospora riedeliana C.B.Clarke
291. Rhynchospora rigidifolia (Gilly) T.Koyama
292. Rhynchospora rionegrensis P.Weber & W.W.Thomas
293. Rhynchospora riparia (Nees) Boeckeler
294. Rhynchospora robusta (Kunth) Boeckeler
295. Rhynchospora roraimae Kük.
296. Rhynchospora rosae W.W.Thomas
297. Rhynchospora rosemariana D.A.Simpson
298. Rhynchospora rostrata Lindm.
299. Rhynchospora rubra (Lour.) Makino
300. Rhynchospora rudis C.B.Clarke
301. Rhynchospora rugosa (Vahl) Gale
302. Rhynchospora ruiziana Boeckeler
303. Rhynchospora rupestris A.C.Araújo & W.W.Thomas
304. Rhynchospora rupicola M.T.Strong
305. Rhynchospora sampaioana Gross
306. Rhynchospora sanariapensis Steyerm.
307. Rhynchospora sartoriana Boeckeler
308. Rhynchospora saxisavannicola M.T.Strong
309. Rhynchospora scabrata Griseb.
310. Rhynchospora schiedeana Kunth
311. Rhynchospora schmidtii Kük.
312. Rhynchospora schomburgkiana (Boeckeler) T.Koyama
313. Rhynchospora scirpoides (Torr.) Griseb.
314. Rhynchospora sclerioides Hook. & Arn.
315. Rhynchospora scutellata Griseb.
316. Rhynchospora seccoi C.S.Nunes, Silva Filho & A.Gil
317. Rhynchospora sellowiana Steud.
318. Rhynchospora semiinvolucrata J.Presl & C.Presl
319. Rhynchospora serrana Silva Filho, W.W.Thomas & Boldrini
320. Rhynchospora seslerioides Griseb.
321. Rhynchospora setigera (Kunth) Griseb.
322. Rhynchospora shaferi Britton
323. Rhynchospora siguaneana Britton
324. Rhynchospora simplex (Kük.) Kük.
325. Rhynchospora smithii W.W.Thomas
326. Rhynchospora sola Gale
327. Rhynchospora solitaria R.M.Harper
328. Rhynchospora sparsiflora (Kunth) L.B.Sm.
329. Rhynchospora speciosa (Kunth) Boeckeler
330. Rhynchospora splendens Lindm.
331. Rhynchospora spruceana C.B.Clarke
332. Rhynchospora squamulosa Kük.
333. Rhynchospora stenocarpa Kunth
334. Rhynchospora stenophylla Chapm.
335. Rhynchospora steyermarkii T.Koyama
336. Rhynchospora stiletto Naczi & Ciafré
337. Rhynchospora stolonifera (Nees) Boeckeler
338. Rhynchospora stricta Boeckeler
339. Rhynchospora subdicephala T.Koyama
340. Rhynchospora subimberbis Griseb.
341. Rhynchospora sublanata Lindeman & Donsel.
342. Rhynchospora submarginata Kük.
343. Rhynchospora subplumosa C.B.Clarke
344. Rhynchospora subsetigera H.Pfeiff.
345. Rhynchospora subsetosa C.B.Clarke
346. Rhynchospora subtenuifolia Kük.
347. Rhynchospora subtilis Boeckeler
348. Rhynchospora sulcata Gale
349. Rhynchospora talamancensis Gómez-Laur. & W.W.Thomas
350. Rhynchospora tenella (Nees) Boeckeler
351. Rhynchospora tenerrima Nees ex Spreng.
352. Rhynchospora tenuiflora (Brongn.) L.B.Sm.
353. Rhynchospora tenuifolia Griseb.
354. Rhynchospora tenuis Link
355. Rhynchospora tepuiana Steyerm.
356. Rhynchospora terminalis (Nees) Steud.
357. Rhynchospora testacea Boeckeler
358. Rhynchospora thornei Kral
359. Rhynchospora tomentosa Steyerm.
360. Rhynchospora torresiana Britton & Standl.
361. Rhynchospora torreyana A.Gray
362. Rhynchospora tracyi Britton
363. Rhynchospora trichochaeta C.B.Clarke
364. Rhynchospora trichophora Nees
365. Rhynchospora triflora Vahl
366. Rhynchospora trispicata (Nees) Schrad. ex Steud.
367. Rhynchospora tuerckheimii C.B.Clarke ex Kük.
368. Rhynchospora umbraticola Poepp. & Kunth
369. Rhynchospora unguinux C.S.Nunes & A.Gil
370. Rhynchospora unisetosa T.Koyama
371. Rhynchospora urbanii Boeckeler
372. Rhynchospora velutina (Kunth) Boeckeler
373. Rhynchospora vulcani Boeckeler
374. Rhynchospora warmingii Boeckeler
375. Rhynchospora waspamensis Kral & W.W.Thomas
376. Rhynchospora watsonii (Britton) Davidse
377. Rhynchospora widgrenii Boeckeler
378. Rhynchospora wightiana (Nees) Steud.
379. Rhynchospora wrightiana Boeckeler
380. Rhynchospora yasudana Makino
381. Rhynchospora zacualtipanensis M.T.Strong
382. Rhynchospora ×hakkodensis Mochizuki